# Енріко Дель Прато
Енріко Дель Прато (італ. Enrico Del Prato, нар. 10 листопада 1999, Бергамо, Італія) — італійський футболіст, опорний півзахисник клубу «Парма».

## Ігрова кар'єра

### Клубна
Енріко Дель Прато народився в місті Бергамо і є вихованцем футбольної академії місцевого клубу «Аталанта». Перед сезоном 2018/19 футболіста внесли до заявки першої команди клубу. Але за весь сезон Дель Прато не провів жодного матчу в основі.
І в липні 2019 року півзахисник відбув в оренду до клубу Серії В «Ліворно». 24 серпня 2019 року в матчі проти «Віртус Ентелла» Енріко дебютував на професійному рівні. Наступний сезон футболіст також провів, граючи в оренді в клубі Серії В «Реджина».
У серпні 2021 року Дель Прато відбув в оренду до клубу «Парма». Через рік, по завршенню терміну оренди півзахисник підписав з клубом контракт на постійній основі. В сезлні 2023/24 разом з командою Дель Прато виграв турнір Серії В і 24 серпня 2024 року у поєдинку проти «Мілана» Енріко дебютував в елітному дивізіоні чемпіонату Італії.

### Збірна
У 2018 році в складі юнацької збірної Італії (U-19) Дель Прато був учасником юнацького чемпіонату Європи, але на турнірі не провів жодного матчу.
У 2019 році разом з командою Італії (U-20) Дель Прато виступав на молодіжному чемпіонаті світу в Польщі. Де збірна Італії посіла четверте місце на турнірі.
У вересні 2019 року Дель Прато провів першу гру в складі збірної Італії (U-21).

## Титули
Парма
- Переможець Серії В: 2023/24